# Erik Eriksen
|  | Dieser Artikel wurde auf den Seiten der Qualitätssicherung des Projektes Politiker eingetragen. Hilf mit, ihn zu verbessern, und beteilige dich an der Diskussion! Folgendes muss noch verbessert werden: Der Artikel besteht lediglich aus einer Einleitung. Wesentliche Lebensabschnitte sind unbeleuchtet. Quellen fehlen komplett. -- Merkið (Diskussion) 13:49, 19. Mär. 2019 (CET) |

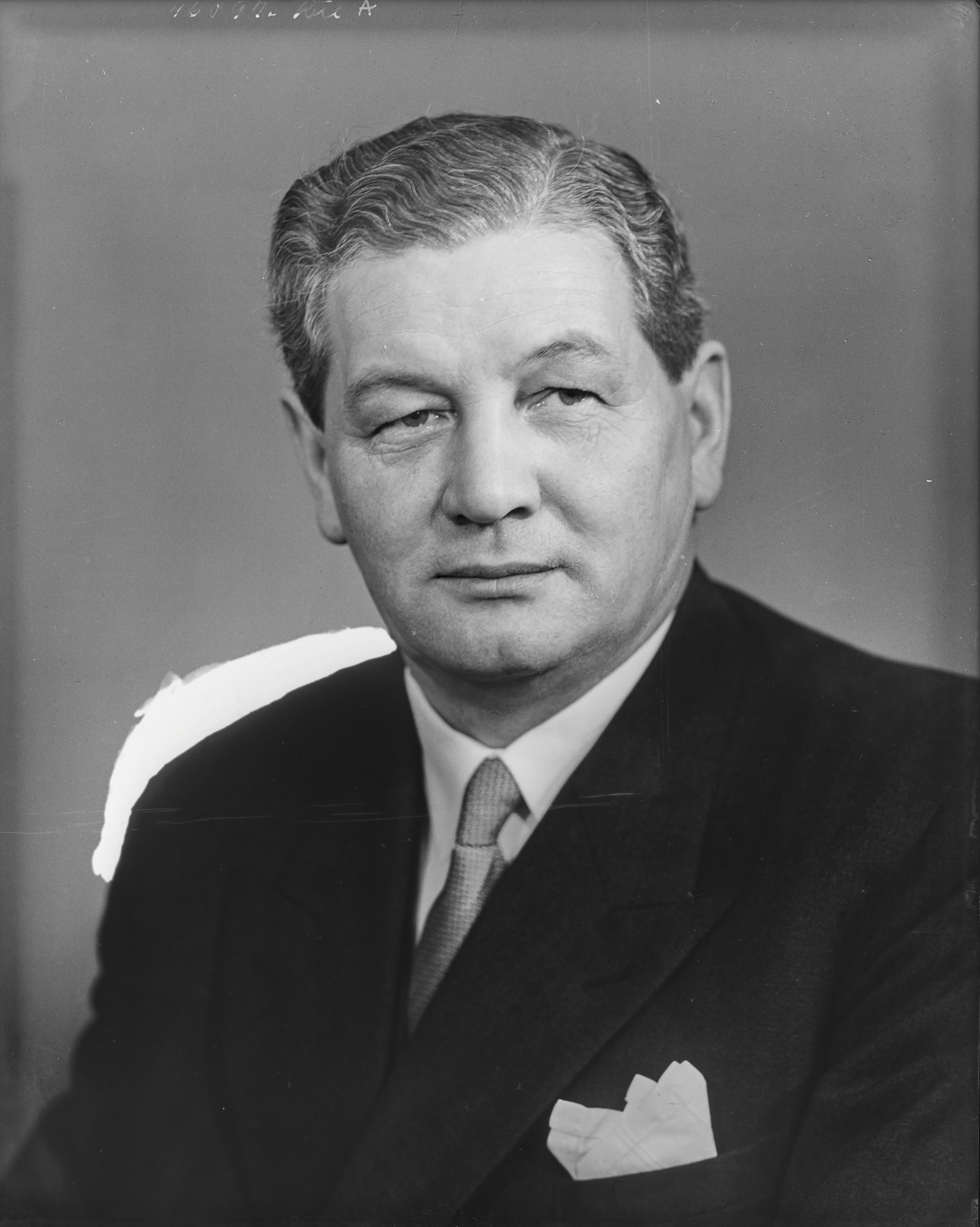
Erik Eriksen

Erik Eriksen (* 20. November 1902 in Brangstrup, Ringe, Fünen; † 7. Oktober 1972 in Esbjerg) war ein dänischer Politiker und von 1950 bis 1953 dänischer Ministerpräsident.

## Leben
Eriksen war für die rechtsliberale Partei Venstre von 1935 bis 1968 Mitglied des dänischen Parlaments
Vom 30. Oktober 1950 bis zum 30. September 1953 übte er das Amt des dänischen Ministerpräsidenten aus. In dieser Zeit ging es um eine Verfassungsrevision, die 1953 zugleich mit den Parlamentswahlen durch eine Volksabstimmung entschieden wurde. Das Zweikammersystem mit dem Oberhaus Landsting wurde abgeschafft, das Folketing ist seitdem die einzige Kammer. Weitere Änderungen betrafen die Erbfolge des Königshauses (Erbrecht der Töchter), die Zuständigkeiten für Referenden, das Wahlalter (herabgesetzt auf 23) und Bürgerrechte. Daneben gelangen eine Reihe von Sozialreformen in der Wohnungs- und Gesundheitspolitik. Außenpolitisch gelang 1952 die Gründung des Nordischen Rates. 1953 löste ihn der Sozialdemokrat Hedloft ab, der auch sein Vorgänger war.

## Auszeichnungen
- 1949: Komtur II. Klasse des Dannebrogordens[1]
- 1951: Komtur I. Klasse des Dannebrogordens[1]
- 1954: Großkreuz des Dannebrogordens[1]